# Stadsbezittingen

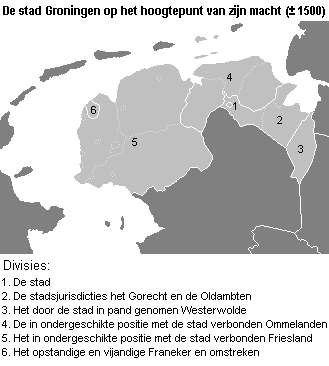
De macht van de stad Groningen op zijn hoogtepunt (±1500), waarbij de nummers 1, 2 en 3 nog lange tijd onder direct bestuur van de stad stonden. De zuidwestelijke gedeeltes van het Oldambt (2) en Westerwolde (3) en delen van het aangrenzende Drenthe zijn de Veenkoloniën, waarbij Ter Apel in de zuidoostelijke "punt" ligt.

De Nederlandse stad Groningen heeft in het verleden een dominante positie ingenomen in de provincie Groningen. De overheersing van de stad over de Ommelanden kende meerdere vormen, de meest directe vorm was het bezit dat de stad in de Ommelanden had. Waar de positie van de stad als landsheer over het Oldambt en Westerwolde eindigde in de Franse tijd, bleef haar positie als landeigenaar toen onaangetast. Op het hoogtepunt van haar macht was de stad eigenaar van uitgestrekte percelen in het Oldambt, de Veenkoloniën en Westerwolde. Daarnaast bezat de stad  kleinere percelen in de andere delen van de provincie. Groningen was tot ver in de twintigste eeuw na het rijk de grootste landeigenaar in Nederland. Het eigendom van de stad werd aangeduid als de Stadsbezittingen.

## Veenkoloniën
Het belangrijkste bezit van de stad was gelegen in de Veenkoloniën. Waar gesproken wordt van Groninger Veenkoloniën wordt met Groninger dan ook gedoeld op de stad, de betreffende koloniën waren eigendom van de stad.
De stad had een dominante rol gespeeld in de winning van turf in dit gebied. Daarbij had zij gronden verworven die deels eigendom van verschillende kloosters waren geweest en die na 1594 in bezit van de provincie  waren gekomen. De stad kocht grote percelen van de provincie en wist uiteindelijk een groot deel van het hoogveengebied in eigendom te verkrijgen. 
De gronden bleven ook na de winning van de turf eigendom van de stad. De stad had in de veencontracten bedongen dat de vervener de gronden na vervening geschikt diende te maken voor de landbouw. Deze nieuwe landbouwgronden werden vervolgens verhuurd waarbij de stad een eigen, enigszins afwijkende versie van het beklemrecht gebruikte, het stadsmeierrecht. Voor de landbouwer was daarbij van belang dat de huur nimmer gewijzigd kon worden en niet opzegbaar was. Daarnaast mocht de huurder, aangeduid als stadsmeier zijn recht splitsen. Feitelijk was de stad ten aanzien van deze gronden niet meer dan bloot eigenaar. De voornaamste inkomsten voor de stad kwamen uit de dertigste of twintigste penning, die verschuldigd was bij verkoop van zijn rechten door de stadsmeier.
De bezittingen in de Veenkoloniën vielen uiteen in drie verschillende complexen. Het grootste complex lag in Pekela, in totaal bezat de stad hier 4400 hectare. Iets kleiner was het complex bij Sappemeer dat 3100 hectare omvatte. Daarnaast bezat de stad nog 1300 hectare in Stadskanaal. In alle drie de plaatsen had de stad een eigen ontvanger.
Naast de landbouwgrond waren ook het merendeel van de kanalen en wegen eigendom van de stad.

## Ter Apel
Het bezit van de stad in Ter Apel gaat terug tot 1619 toen de stad de heerlijkheid Westerwolde had aangekocht. In de visie van de stad bracht die aankoop mee dat zij ook eigenaar was geworden van alle eigendommen van het voormalige klooster in Ter Apel, in totaal 1800 hectare, verspreid over de gehele provincie. In Ter Apel zelf ging het om ongeveer 1500 hectare, waarvan ongeveer de helft hoogveen was, dat op vergelijkbare wijze als in de Veenkoloniën geëxploiteerd werd.
De andere helft bestond uit landbouwgrond en uit bos. De landbouwgrond werd in eerste instantie verpacht, het voormalige klooster en het bijbehorende bos werd door de stad zelf geëxploiteerd.

## Oldambt
De stad had in de vijftiende eeuw het politieke gezag over beide Oldambten verworven. Daardoor werd zij ook geconfronteerd met de steeds groter wordende Dollard. Enerzijds vormde dat een bedreiging, anderzijds bood de Dollard de stad ook kansen. Die kansen zaten met name in het recht van aanwas. De eigenaar van het land aan de dijk wordt daardoor ook eigenaar van de kwelders die buitendijks aanwassen. De stad gebruikte zijn positie als landsheer door met name aan de oostkant van de Dollard strategisch landerijen aan te kopen. Daarbij werd aangewassen land met enige regelmaat bedijkt, waarbij de stad de nieuwe dijk dusdanig aanlegde dat de aanwas die weer achter die dijk ontstond vooral het stadsbezit ten goede kwam.
De gronden die de stad zo verwierf werden deels verkocht en deels verpacht. In de twee jongste polders, de Reiderwolderpolder en de Carel Coenraadpolder, stichtte de stad ook eigen boerderijen die door de stad zelf, als gemeentelijk landbouwbedrijf geëxploiteerd werden. Uiteindelijk werden deze boerderijen met de bijbehorende landerijen in 1985 verkocht.

## Ommelanden
Het merendeel van de stadsbezittingen lag in de stadsjurisdicties. Toch had de stad ook in de oude Ommelanden nog een aanzienlijk bezit. Vaak was het bezit aangeschaft met een politieke bedoeling. Berucht is de wijze waarop de stad Johan Willem Ripperda als stroman gebruikte om invloed te krijgen in het Westerkwartier. 
Het grootste complex in de Ommelanden lag aan de grens met Friesland, waar de stad eigenaar was van een deel van de Ruigezandsterpolder. Het dorp Lauwerzijl dankt zijn bestaan aan de bouw van woningen voor landarbeiders die werkten op de boerderijen die eigendom waren van de stad.

## Bron
- Meindert Schroor: Stadstaat Groningen, de Groninger stadsrechten en buitenbezittingen 1612-2000, Groningen, 1999. ISBN 90-5028-133-8